# Bois-des-Filion
Bois-des-Filion ist eine Stadt im Südwesten der kanadischen Provinz Québec. Sie liegt in der Verwaltungsregion Laurentides, etwa 25 km nordwestlich von Montreal. Der Verwaltungssitz der regionalen Grafschaftsgemeinde (municipalité régionale du comté) Thérèse-De Blainville hat eine Fläche von 4,39 km² und zählt 9.636 Einwohner (Stand: 2016).

## Geographie
Bois-des-Filion liegt in der Region Rive-Nord am Nordufer des Rivière des Mille Îles, einem Mündungsarm des Ottawa-Flusses. Zum Stadtgebiet gehören auch zwei bewaldete Flussinseln, die Île Garth und die Île Lamothe. Das Gelände ist gegen Nordwesten hin leicht ansteigend. Nachbargemeinden sind Terrebonne im Norden und Osten, Laval im Süden sowie Lorraine im Westen.

## Geschichte
Ende des 17. Jahrhunderts lag das heutige Stadtgebiet an der Grenze zweier Grundherrschaften, Blainville im Westen und Terrebonne im Osten. Als erster französischer Siedler ließ sich im Jahr 1684 der Schreiner Antoine Feuillon nieder, der das Recht erhielt, einen Ahornwald zu nutzen. Feuillon konnte weder lesen noch schreiben und bemerkte deshalb nicht, dass die Behörden seinen Namen oft falsch schrieben. So setzte sich bald die Namensform Filion durch. Durch den Wald der Familie Filion (frz. bois des Filion) führte ein viel genutzter Weg, doch erst zu Beginn des 20. Jahrhunderts begann sich eine nennenswerte Siedlung zu entwickeln. 1925 wurde die Brücke über den Rivière des Mille Îles errichtet, 1949 erfolgte die Gründung der Gemeinde Bois-des-Filion. Diese erhielt 1980 den Stadtstatus. Seit 2000 gehört Bois-des-Filion zum Zweckverband Communauté métropolitaine de Montréal.

## Bevölkerung
Gemäß der Volkszählung 2011 zählte Bois-des-Filion 9.485 Einwohner, was einer Bevölkerungsdichte von 2216,1 Einw./km² entspricht. 91,3 % der Bevölkerung gaben Französisch als Hauptsprache an, der Anteil des Englischen betrug 2,9 %. Als zweisprachig (Französisch und Englisch) bezeichneten sich 0,8 %, auf andere Sprachen und Mehrfachantworten entfielen 5,0 %. Ausschließlich Französisch sprachen 52,8 %. Im Jahr 2001 waren 94,1 % der Bevölkerung römisch-katholisch, 1,6 % protestantisch und 3,3 % konfessionslos.

## Verkehr
Die Route 335 verbindet Bois-des-Filion mit der Stadt Laval, wo sie in die Autoroute 19 übergeht. Der Fluss wird durch die Pont Athanase-David überbrückt. In Südwest-Nordost-Richtung verläuft die Autoroute 640; diese Autobahn verbindet Bois-des-Filion mit den übrigen Gemeinden am Nordufer des Rivière des Mille Îles.